# Petter Vaagan Moen
Petter Vaagan Moen (Hamar, 5 febbraio 1984) è un ex calciatore norvegese, di ruolo centrocampista.

## Caratteristiche tecniche
Vaagan Moen è un calciatore mancino, che può essere impiegato in ogni zona del centrocampo, anche se prevalentemente sulla fascia sinistra. È considerato un ottimo esecutore di calci piazzati. Nonostante l'attitudine prettamente offensiva, è facile trovarlo a dare una mano in fase difensiva, anche per la grande facilità di corsa.

## Carriera

### Club
Vaagan Moen ha iniziato la carriera con la maglia dell'HamKam, debuttando nella 1. divisjon il 24 maggio 2001: il centrocampista ha sostituito infatti Per Johansson nella sconfitta per 4-1 in casa del Mandalskameratene. Ha segnato la prima rete della sua carriera il 23 maggio 2002, nel successo per 0-8 contro il Ringsaker, in un incontro valido per l'edizione stagionale del Norgesmesterskapet. Per la prima marcatura in campionato, invece, ha dovuto attendere il 1º settembre dello stesso anno: ha siglato un gol, infatti, nella sconfitta per 3-2 contro lo Strømsgodset. Ha contribuito alla promozione del club, datata 2003, con 28 presenze e 3 reti. Il 12 aprile 2004 ha esordito allora nell'Eliteserien, schierato titolare nel pareggio per 1-1 contro il Sogndal. La prima realizzazione nella massima divisione norvegese è arrivata il 25 luglio dello stesso anno, nel successo per 0-3 in casa del Tromsø.
In questi anni si è guadagnato il soprannome Mjøsas Beckham (il Beckham di Mjøsa).
Il 22 giugno 2005 ha firmato un contratto con il Brann, che sarebbe stato valido dal 1º novembre dello stesso anno. Il club aveva infatti l'esigenza di sostituire Raymond Kvisvik, che avrebbe lasciato la squadra poco dopo.
Al primo allenamento sotto la guida di Steinar Nilsen, nel 2009, si è rotto un piede.
Il 30 dicembre 2010, i Queens Park Rangers hanno confermato l'ingaggio di Vaagan Moen. Il calciatore è arrivato a parametro zero, firmando un contratto della durata di due anni e mezzo. Il calciatore ha debuttato nella Championship il 3 gennaio 2011, subentrando nei minuti finali ad Adel Taarabt nel pareggio casalingo per 2-2 contro il Bristol City. Il 31 gennaio 2012, senza aver giocato alcun incontro nella stagione in corso, ha rescisso consensualmente il contratto che lo legava al club.
Il 29 febbraio 2012 ha firmato un contratto triennale con il Lillestrøm. Ha debuttato in squadra il 24 marzo successivo, schierato titolare nel pareggio a reti inviolate sul campo dell'Hønefoss. Il 15 aprile ha realizzato la prima rete, su calcio di rigore, nel pareggio per 1-1 contro il Vålerenga. Si è svincolato al termine del campionato 2014. Nel corso di questo triennio in squadra, ha totalizzato 91 presenze e 29 reti, tra campionato e coppe.
Il 27 gennaio 2015 ha firmato un contratto triennale con lo Strømsgodset. Ha esordito con questa maglia il 6 aprile successivo, schierato titolare nella sconfitta per 3-1 maturata sul campo del Vålerenga. Il 22 aprile ha trovato la prima rete con questa casacca, nel primo turno del Norgesmesterskapet 2015: ha contribuito infatti al successo per 0-5 in casa del Tønsberg. Il 30 aprile, lo Strømsgodset ha reso noto che Vaagan Moen aveva subito un infortunio al menisco in seguito ad un colpo ricevuto in allenamento, dovendo così ricorrere ad intervento chirurgico. È tornato a calcare i campi da gioco nel mese di luglio. Nella sfida casalinga contro lo Start del 23 agosto ha subito un infortunio ad un tendine del piede che lo ha costretto ad un nuovo stop. Il 28 settembre, lo Strømsgodset ha reso noto che il giocatore aveva ricominciato ad allenarsi col resto dei compagni, ma non ha disputato alcun incontro ufficiale nel corso della rimanente parte di stagione.
Tornato pienamente a disposizione per il campionato 2016, in data 15 maggio ha trovato la prima rete in campionato per lo Strømsgodset, nella sconfitta per 4-2 in casa del Molde. Nella seconda annata in squadra ha disputato 25 partite tra campionato e coppe, con 2 reti all'attivo.
Il 9 novembre 2016, l'HamKam ha reso noto di aver ingaggiato Vaagan Moen, che ha firmato un contratto quinquennale con il club in cui ha cominciato la carriera: il trasferimento sarebbe stato valido a partire dal 1º gennaio 2017, data di riapertura del calciomercato locale.
Il 7 gennaio 2020 ha annunciato il proprio ritiro dal calcio professionistico.

### Nazionale
Vaagan Moen ha giocato 18 partite per la Norvegia under 21, con una rete all'attivo. La prima di queste è datata 13 gennaio 2004, quando è stato schierato titolare nell'amichevole vinta per 0-5 contro il Qatar under 21. Ha siglato l'unico gol nel successo in trasferta per 3-1 sulla Moldavia under 21, il 29 marzo 2005.
Il 26 gennaio 2006, ha esordito nella Nazionale maggiore: è stato titolare nella sconfitta in amichevole per 2-1 contro il Messico. Il 7 febbraio 2007 ha segnato la prima rete, nella partita persa per 2-1 contro la Croazia.

## Statistiche

### Presenze e reti nei club
Statistiche aggiornate al 7 gennaio 2020.
| Stagione                   | Club                       | Campionato                 | Campionato | Campionato | Coppe nazionali | Coppe nazionali | Coppe nazionali | Coppe continentali | Coppe continentali | Coppe continentali | Supercoppe | Supercoppe | Supercoppe | Totale | Totale |
| Stagione                   | Club                       | Comp                       | Pres       | Reti       | Comp            | Pres            | Reti            | Comp               | Pres               | Reti               | Comp       | Pres       | Reti       | Pres   | Reti   |
| -------------------------- | -------------------------- | -------------------------- | ---------- | ---------- | --------------- | --------------- | --------------- | ------------------ | ------------------ | ------------------ | ---------- | ---------- | ---------- | ------ | ------ |
| 2001                       | HamKam                     | 1D                         | 4          | 0          | CN              | 2               | 0               | -                  | -                  | -                  | -          | -          | -          | 6      | 0      |
| 2002                       | HamKam                     | 1D                         | 16         | 3          | CN              | 2               | 1               | -                  | -                  | -                  | -          | -          | -          | 18     | 4      |
| 2003                       | HamKam                     | 1D                         | 28         | 3          | CN              | 2               | 0               | -                  | -                  | -                  | -          | -          | -          | 30     | 3      |
| 2004                       | HamKam                     | ES                         | 25         | 1          | CN              | 5               | 0               | -                  | -                  | -                  | -          | -          | -          | 30     | 1      |
| 2005                       | HamKam                     | ES                         | 23         | 3          | CN              | 3               | 1               | -                  | -                  | -                  | -          | -          | -          | 28     | 1      |
| 2006                       | Brann                      | ES                         | 24         | 3          | CN              | 3               | 0               | -                  | -                  | -                  | -          | -          | -          | ?      | ?      |
| 2007                       | Brann                      | ES                         | 25         | 5          | CN              | 2               | 0               | -                  | -                  | -                  | -          | -          | -          | ?      | ?      |
| 2008                       | Brann                      | ES                         | 22         | 3          | CN              | 1               | ?               | -                  | -                  | -                  | -          | -          | -          | ?      | ?      |
| 2009                       | Brann                      | ES                         | 25         | 6          | CN              | 3               | ?               | -                  | -                  | -                  | -          | -          | -          | ?      | ?      |
| 2010                       | Brann                      | ES                         | 27         | 14         | CN              | 2               | 1               | -                  | -                  | -                  | -          | -          | -          | 29     | 15     |
| Totale Brann               | Totale Brann               | Totale Brann               | 123        | 31         |                 | 11              | ?               |                    | -                  | -                  |            | -          | -          | ?      | ?      |
| gen.-giu. 2011             | Queens Park Rangers        | FLC                        | 7          | 0          | FA+LC           | 1+0             | 0               | -                  | -                  | -                  | -          | -          | -          | 8      | 0      |
| 2011-gen. 2012             | Queens Park Rangers        | PL                         | 0          | 0          | FA+LC           | 0               | 0               | -                  | -                  | -                  | -          | -          | -          | 0      | 0      |
| Totale Queens Park Rangers | Totale Queens Park Rangers | Totale Queens Park Rangers | 7          | 0          |                 | 1               | 0               |                    | -                  | -                  |            | -          | -          | 8      | 0      |
| 2012                       | Lillestrøm                 | ES                         | 23         | 6          | CN              | 4               | 0               | -                  | -                  | -                  | -          | -          | -          | 27     | 6      |
| 2013                       | Lillestrøm                 | ES                         | 27         | 8          | CN              | 5               | 4               | -                  | -                  | -                  | -          | -          | -          | 32     | 12     |
| 2014                       | Lillestrøm                 | ES                         | 27         | 7          | CN              | 5               | 4               | -                  | -                  | -                  | -          | -          | -          | 32     | 11     |
| Totale Lillestrøm          | Totale Lillestrøm          | Totale Lillestrøm          | 77         | 21         |                 | 14              | 8               |                    | -                  | -                  |            | -          | -          | 91     | 29     |
| 2015                       | Strømsgodset               | ES                         | 6          | 0          | CN              | 1               | 1               | UEL                | 4                  | 1                  | -          | -          | -          | 11     | 2      |
| 2016                       | Strømsgodset               | ES                         | 20         | 1          | CN              | 4               | 1               | UEL                | 1                  | 0                  | -          | -          | -          | 25     | 2      |
| Totale Strømsgodset        | Totale Strømsgodset        | Totale Strømsgodset        | 26         | 1          |                 | 5               | 2               |                    | 5                  | 1                  |            | -          | -          | 36     | 4      |
| 2017                       | HamKam                     | 2D                         | 23         | 1          | CN              | 1               | 1               | -                  | -                  | -                  | -          | -          | -          | 24     | 2      |
| 2018                       | HamKam                     | 1D                         | 23         | 7          | CN              | 3               | 0               | -                  | -                  | -                  | -          | -          | -          | 30     | 7      |
| 2019                       | HamKam                     | 1D                         | 1          | 0          | CN              | 2               | 0               | -                  | -                  | -                  | -          | -          | -          | 3      | 0      |
| Totale HamKam              | Totale HamKam              | Totale HamKam              | 143        | 18         |                 | 20              | 3               |                    | -                  | -                  |            | -          | -          | 167    | 17     |
| Totale                     | Totale                     | Totale                     | 376        | 71         |                 | 51              | ?               |                    | 5                  | 1                  |            | -          | -          | ?      | ?      |

### Cronologia presenze e reti in Nazionale
| Cronologia completa delle presenze e delle reti in nazionale ― Norvegia | Cronologia completa delle presenze e delle reti in nazionale ― Norvegia | Cronologia completa delle presenze e delle reti in nazionale ― Norvegia | Cronologia completa delle presenze e delle reti in nazionale ― Norvegia | Cronologia completa delle presenze e delle reti in nazionale ― Norvegia | Cronologia completa delle presenze e delle reti in nazionale ― Norvegia | Cronologia completa delle presenze e delle reti in nazionale ― Norvegia | Cronologia completa delle presenze e delle reti in nazionale ― Norvegia |
| Data                                                                    | Città                                                                   | In casa                                                                 | Risultato                                                               | Ospiti                                                                  | Competizione                                                            | Reti                                                                    | Note                                                                    |
| ----------------------------------------------------------------------- | ----------------------------------------------------------------------- | ----------------------------------------------------------------------- | ----------------------------------------------------------------------- | ----------------------------------------------------------------------- | ----------------------------------------------------------------------- | ----------------------------------------------------------------------- | ----------------------------------------------------------------------- |
| 26-1-2006                                                               | San Francisco                                                           | Messico                                                                 | 2 – 1                                                                   | Norvegia                                                                | Amichevole                                                              | -                                                                       |                                                                         |
| 29-1-2006                                                               | Carson                                                                  | Stati Uniti                                                             | 5 – 0                                                                   | Norvegia                                                                | Amichevole                                                              | -                                                                       |                                                                         |
| 1-3-2006                                                                | Dakar                                                                   | Senegal                                                                 | 2 – 1                                                                   | Norvegia                                                                | Amichevole                                                              | -                                                                       |                                                                         |
| 15-11-2006                                                              | Belgrado                                                                | Serbia                                                                  | 1 – 1                                                                   | Norvegia                                                                | Amichevole                                                              | -                                                                       |                                                                         |
| 7-2-2007                                                                | Fiume                                                                   | Croazia                                                                 | 2 – 1                                                                   | Norvegia                                                                | Amichevole                                                              | 1                                                                       |                                                                         |
| 8-10-2010                                                               | Larnaca                                                                 | Cipro                                                                   | 1 – 2                                                                   | Norvegia                                                                | Qual. Euro 2012                                                         | -                                                                       |                                                                         |
| 12-10-2010                                                              | Zagabria                                                                | Croazia                                                                 | 2 – 1                                                                   | Norvegia                                                                | Amichevole                                                              | -                                                                       |                                                                         |
| 17-11-2010                                                              | Dublino                                                                 | Irlanda                                                                 | 1 – 2                                                                   | Norvegia                                                                | Amichevole                                                              | -                                                                       |                                                                         |
| 9-2-2011                                                                | Faro                                                                    | Polonia                                                                 | 1 – 0                                                                   | Norvegia                                                                | Amichevole                                                              | -                                                                       |                                                                         |
| Totale                                                                  |                                                                         | Presenze                                                                | 9                                                                       |                                                                         | Reti                                                                    | 1                                                                       |                                                                         |